# Chiesa di San Giacomo Apostolo (Reggio Emilia)
La chiesa di San Giacomo Apostolo è la parrocchiale di Cadè, in provincia di Reggio Emilia e diocesi di Reggio Emilia-Guastalla; fa parte del vicariato urbano.

## Storia
Da un documento del 1144 si apprende che la primitiva chiesa di Cadè era sottoposta all'Abbazia di San Giovanni Evangelista di Parma. In un altro documento, datato 1230, è scritto, invece, che questa chiesa era filiale della pieve di Campegine. L'attuale parrocchiale venne edificata vicino a quella precedente tra il 1766 ed il 1783. Dell'antica chiesa rimane ancora parte dell'abside, che, attualmente, è inglobata nella canonica. Il campanile fu aggiunto intorno al 1860 e, nel 1995, venne parzialmente rifatto l'intonaco dei muri esterni della chiesa. Infine, l'edificio fu completamente ristrutturato tra il 1996 e il 1998.